# Selawik Lake
Pour les articles homonymes, voir Selawik.

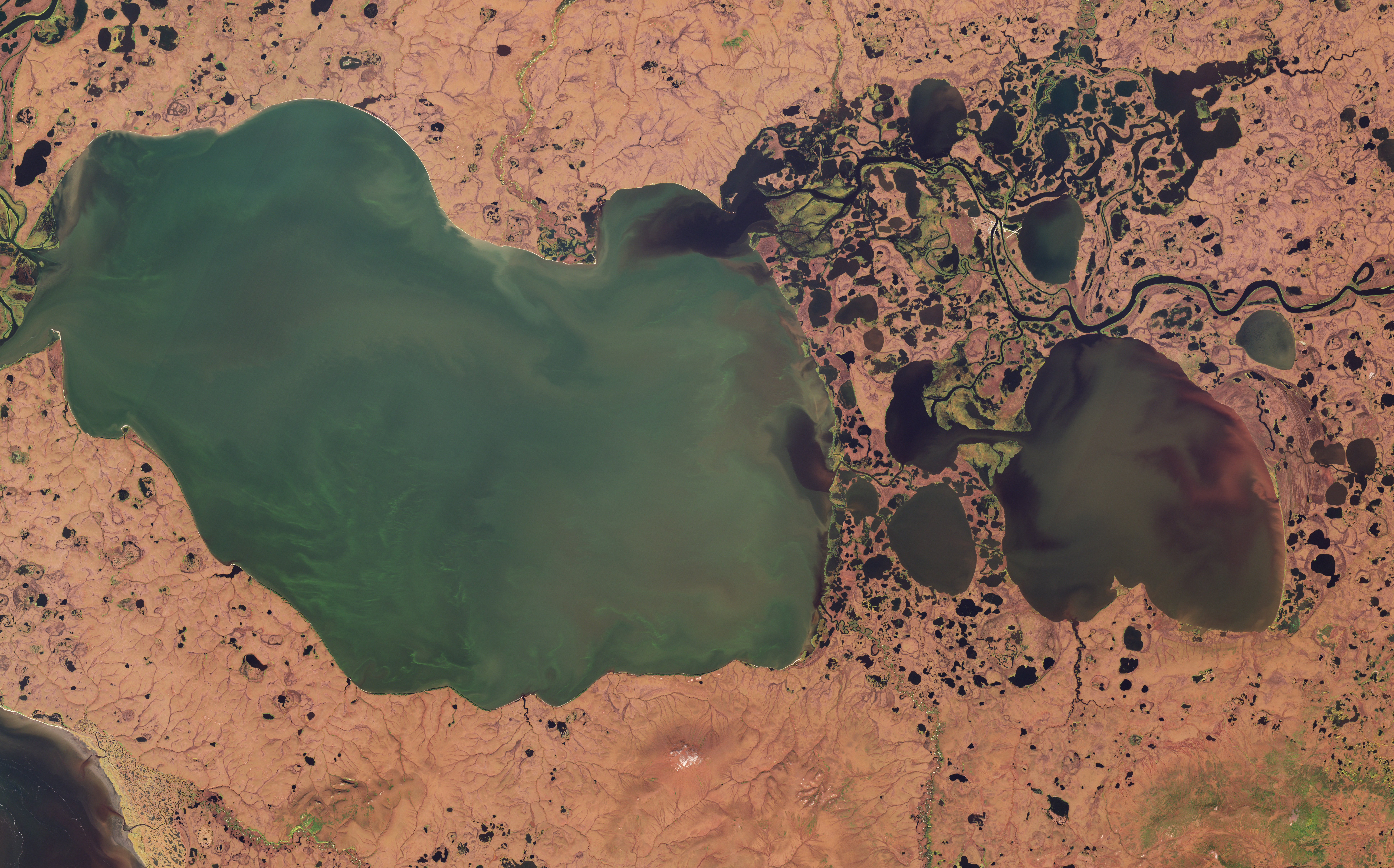

Le Selawik Lake est un lac, situé dans l'ouest du Alaska aux États-Unis. Il mesure 50 km de long, avec une superficie de 1 050 km². Il est adjacent au Refuge faunique national de Selawik, à l'intérieur du Golfe de Kotzebue. C'est le troisième plus grand lac d'Alaska, après le lac Iliamna et le lac Becharof, et le dix-septième des États-Unis.